# Arrondissement de Strasbourg
L'arrondissement de Strasbourg est une division administrative française, située dans la circonscription administrative du Bas-Rhin sur le territoire de la collectivité européenne d'Alsace.
L'arrondissement de Strasbourg, connu sous le nom de Strasbourg-Ville, a été limité à la seule commune de Strasbourg avant le 1er janvier 2015, résultant de la division de l'ancien arrondissement de Strasbourg en deux : arrondissement de Strasbourg-Ville et arrondissement de Strasbourg-Campagne. Par la suite, la commune chef-lieu a également été celui de l'arrondissement de Strasbourg-Campagne, sans être « rattachée », même partiellement, à aucun des cantons de celui-ci.

## Histoire
À sa création, le 4 mars 1790, le département du Bas-Rhin est divisé en quatre districts dont celui de Strasbourg, qui recouvre la ville et ses environs.
C'est le 17 février 1800 que Bonaparte crée les arrondissements : l'arrondissement de Strasbourg reprend l'essentiel de l'ancien district.
En 1871 l'arrondissement est rattaché, comme toute l'Alsace, à l'empire allemand par le traité de Francfort. Il est divisé en deux Kreis : Straßburg (Land) et Straßburg (Stadt). Ce dernier représente alors 78 km2 et 111 987 habitants en 1885.
Après la restitution à la France en 1919 par le traité de Versailles, le Kreis Straßburg (Stadt) devient l'arrondissement de Strasbourg-Ville.
À la suite d'une décision de l'État de réorganiser la carte des arrondissements en voulant prendre en compte les limites des EPCI, l'arrondissement voisin de Strasbourg-Campagne a été supprimé le 1er janvier 2015. Des anciennes communes de cet arrondissement ont été rattachées à l'ex-arrondissement de Strasbourg-Ville, renommé simultanément « arrondissement de Strasbourg ».

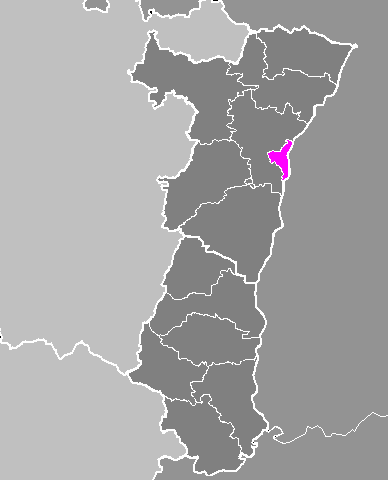
Ancien arrondissement de Strasbourg-Ville.

## Composition

### Découpage cantonal depuis 2015
L'arrondissement est constitué des communes des cantons suivants (depuis 2015) :
- Brumath (uniquement 3 communes, faisant partie de l'Eurométropole de Strasbourg : Eckwersheim, La Wantzenau, Vendenheim) ;
- Hœnheim ;
- Illkirch-Graffenstaden ;
- Lingolsheim ;
- Schiltigheim ;
- Strasbourg-1 (et anciens cantons de Strasbourg Est, Nord, Ouest et Sud) ;
- Strasbourg-2 ;
- Strasbourg-3 ;
- Strasbourg-4 ;
- Strasbourg-5 ;
- Strasbourg-6.

### Découpage communal depuis 2015
Depuis 2015, le nombre de communes des arrondissements varie chaque année soit du fait du redécoupage cantonal de 2014 qui a conduit à l'ajustement de périmètres de certains arrondissements, soit à la suite de la création de communes nouvelles. Le nombre de communes de l'arrondissement de Strasbourg reste quant à lui inchangé depuis 2015 et égal à 33.
Au 1er janvier 2024, l'arrondissement groupe les 33 communes suivantes :
1. Achenheim
2. Bischheim
3. Blaesheim
4. Breuschwickersheim
5. Eckbolsheim
6. Eckwersheim
7. Entzheim
8. Eschau
9. Fegersheim
10. Geispolsheim
11. Hangenbieten
12. Hœnheim
13. Holtzheim
14. Illkirch-Graffenstaden
15. Kolbsheim
16. Lampertheim
17. Lingolsheim
18. Lipsheim
19. Mittelhausbergen
20. Mundolsheim
21. Niederhausbergen
22. Oberhausbergen
23. Oberschaeffolsheim
24. Osthoffen
25. Ostwald
26. Plobsheim
27. Reichstett
28. Schiltigheim
29. Souffelweyersheim
30. Strasbourg
31. Vendenheim
32. La Wantzenau
33. Wolfisheim

## Démographie
En 2022, l'arrondissement comptait 517 386 habitants.
| 1968    | 1975    | 1982    | 1990    | 1999    | 2006    | 2011    | 2016    | 2021    |
| ------- | ------- | ------- | ------- | ------- | ------- | ------- | ------- | ------- |
| 369 808 | 397 665 | 409 098 | 430 272 | 458 629 | 272 975 | 272 975 | 491 409 | 514 651 |

| 2022    | - | - | - | - | - | - | - | - |
| ------- | - | - | - | - | - | - | - | - |
| 517 386 | - | - | - | - | - | - | - | - |